# برینیکل

تشکیل برینیکل؛ (۱) هنگامی که آب یخ می‌زند، اکثر ناخالصی‌ها از بلورهای آب دفع می‌شوند، یخ دریا بسیار متخلخل است، حفره‌های بین یخ حاوی آب‌نمک و آب‌شور است، (۲) با نشت آب‌نمک غلیظ، آب اطراف شورتر می‌شود. (۳) آب غنی از نمک مایع باقی می‌ماند، با افزایش چگالی سبب می‌شود که این مقدار آب غرق شود. تنظیم برای ایجاد یک «برینکل». (۴) لبه‌های بیرونی آن شروع به انباشته شدن لایه‌ای از یخ به‌عنوان آب اطراف می‌کند، که توسط این جت تا زیر نقطه انجماد خنک می‌شود، به شکل لوله‌ای یا انگشتی یخ می‌زند و به خودی خود می‌ماند. (۵) جت سرد رو به پایین به رشد طولانی‌تری به سمت پایین ادامه می‌دهد و به کف دریا می‌رسد. (۶) با یخ زدن آب اطراف به تجمع یخ ادامه خواهد داد. آب نمک در امتداد بستر دریا در جهت پایین شیب حرکت خواهد کرد.

برینیکل (انگلیسی: Brinicle)، (قندیل شوراب، همچنین به عنوان کلفهشنگ یخی شناخته می‌شود) یک لوله توخالی از یخ با رشد رو به پایین است که توده‌ای از شوراب نزولی را که در زیر یخ دریا در حال توسعه تشکیل شده است، در بر می‌گیرد.
همان‌طور که آب دریا در اقیانوس قطبی یخ می‌زند، تغلیظ شوراب نمک از یخ دریا خارج می‌شود و جریانی از آب متراکم، بسیار سرد و شور به سمت پایین ایجاد می‌کند که نقطه انجماد کمتری نسبت به آب اطراف دارد. هنگامی که این ستون با آب اقیانوس مجاور تماس پیدا می‌کند، دمای بسیار پایین آن باعث می‌شود که یخ فوراً در اطراف جریان تشکیل شود. این یک استالاکتیت توخالی یا یخ ایجاد می‌کند که به آن برینیکل گفته می‌شود.

## تشکیل
تشکیل یخ از آب نمک باعث ایجاد تغییرات قابل‌توجهی در ترکیب آب یخ‌زده نزدیک می‌شود. هنگامی که آب یخ می‌زند، اکثر ناخالصی‌ها از بلورهای آب حذف می‌شوند. حتی یخ از آب‌دریا در مقایسه با آب دریا که از آن تشکیل شده است نسبتاً تازه است. در نتیجه خروج ناخالصی‌ها (مانند نمک و سایر یون‌ها)، یخ دریا بسیار متخلخل و اسفنج‌مانند است که کاملاً با یخ جامد تولید شده در هنگام یخ‌زدن آب شیرین متفاوت است. همان‌طور که آب دریا یخ می‌زند و نمک از شبکه بلوری یخ خالص خارج می‌شود، با نشت شوراب غلیظ، آب اطراف شورتر می‌شود. این باعث کاهش دمای انجماد و افزایش چگالی آن می‌شود. کاهش دمای انجماد باعث می‌شود این آب اطراف و سرشار از شوراب، مایع بماند و بلافاصله یخ نزند. افزایش چگالی سبب فرورفتن این لایه می‌شود. تونل‌های کوچکی به نام کانال‌های شوراب در سراسر یخ ایجاد می‌شوند زیرا این آب فوق‌شور و فوق‌خنک از آب خالص منجمد دور می‌شود. اکنون صحنه برای ایجاد یک برینیکل آماده شده است.
از آنجایی که این آب‌شور فوق‌خنک به آب‌دریای منجمدنشده زیر یخ می‌رسد، باعث ایجاد یخ اضافی می‌شود. آب از غلظت‌های بالا به پایین حرکت می‌کند. از آنجا که شوراب دارای غلظت کمتری از آب است، بنابراین آب اطراف را جذب می‌کند. به دلیل دمای سرد شوراب، آب تازه جذب‌شده یخ می‌زند. اگر کانال‌های شوراب به‌طور نسبی توزیع شده باشند، بسته یخ به‌طور یکنواخت به سمت پایین رشد می‌کند. با این حال، اگر کانال‌های شوراب در یک منطقه کوچک متمرکز شوند، جریان رو به پایین شوراب سرد (اکنون به‌قدری غنی از نمک است که نمی‌تواند در نقطه انجماد معمولی خود منجمد شود) شروع به تعامل با آب یخ‌زده دریا به‌صورت جریان می‌کند. همان‌طور که هوای گرم از آتش به‌عنوان یک ستون بلند می‌شود، این آب سرد و متراکم به‌عنوان یک ستون فرومی‌رود. لبه‌های بیرونی آن شروع به انباشته شدن لایه‌ای از یخ می‌کنند، زیرا آب اطراف توسط این جت تا زیر نقطه انجماد خنک می‌شود و یخ می‌زند. اکنون یک برینیکل تشکیل شده است که شبیه یک «دودکش» معکوس یخی است که جریان رو به پایین این آب فوق‌العاده خنک و فوق‌شور را در بر می‌گیرد.
هنگامی که برینیکل به‌اندازه کافی ضخیم شود، خودنگه‌دار می‌شود. همان‌طور که یخ در اطراف جت سرد سرازیر جمع می‌شود، یک لایه عایق تشکیل می‌دهد که از انتشار و گرم شدن آب سرد و شور جلوگیری می‌کند. در نتیجه، جلیقه یخی اطراف جت با جریان به سمت پایین رشد می‌کند. دمای دیواره داخلی استالاکتیت بر روی منحنی انجماد تعیین‌شده با شوری باقی می‌ماند، بنابراین با رشد استالاکتیت و کاهش دمای شوراب به رشد یخ، دیواره داخلی ذوب می‌شود تا شوراب مجاور را رقیق کرده و به نقطه انجماد برگرداند. برینیکل مانند یک یخ است که از داخل به بیرون چرخیده است. به‌جای اینکه هوای سرد آب مایع را به‌صورت لایه‌هایی منجمد کند، آب سرد که به سمت پایین سرازیر می‌شود، آب اطراف را منجمد می‌کند و آن را قادر می‌سازد تا حتی عمیق‌تر فرود آید. همان‌طور که انجام می‌دهد، یخ بیشتری ایجاد می‌کند و برنیکل طولانی‌تر می‌شود.
اندازه یک برینیکل به‌دلیل عمق آب، رشد یخ‌های دریایی که جریان آن را تأمین می‌کند و خود آب اطراف آن محدود می‌شود. در سال ۲۰۱۱، تشکیل برینیکل برای اولین بار فیلمبرداری شد. میزان شوری آب مایع درون برینیکل تأیید شده است که بسته به دمای هوا متفاوت است. هر چه دما کمتر باشد، غلظت شوراب بیشتر می‌شود. ژانویه ۲۰۱۴ در امتداد سواحل دریای سفید ثبت شد که در دمای هوا ۱- درجه سانتی‌گراد، شوری شوراب بین ۳۰ تا ۳۵ پی‌اس‌یو بود در حالی که شوری در دریا ۲۸ پی‌اس‌یو بود. هنگامی که دما ۱۲- درجه سانتی‌گراد بود، شوری شوراب به ۱۲۰ تا ۱۵۶ پی‌اس‌یو افزایش یافت.

## ساختار
در زمان ایجاد آن، برینیکل شبیه لوله یخی است که از زیر لایه یخ دریا به پایین می‌رسد. در داخل لوله، آب بسیار سرد و شور تولیدشده توسط رشد یخ دریا در بالا، از طریق کانال‌های شوراب انباشته شده است. در ابتدا، برینیکل‌ها بسیار شکننده هستند، دیواره‌ها نازک هستند، اما جریان ثابت شوراب سردتر رشد برینیکل را حفظ می‌کند و مانع از ذوب آن می‌شود که در اثر تماس با آب کمتر سرد اطراف ایجاد می‌شود. با انباشته شدن یخ و ضخیم‌تر شدن دیواره‌ها، برینیکل‌ها پایدارتر می‌شوند.
یک برینیکل می‌تواند تحت شرایط مناسب تا بستر دریا برسد. برای انجام این کار، شوراب فوق‌سرد از بالای سر رانه‌یخ باید به جریان خود ادامه دهد، آب اطراف باید به میزان قابل توجهی کمتر از شوراب، نمک داشته باشد، آب نمی‌تواند بسیار عمیق باشد، رانه‌یخ بالای سر دریا باید ساکن باشد و جریانات در منطقه باید حداقل یا ساکن باشد. اگر آب اطراف خیلی‌شور باشد، نقطه انجماد آن برای ایجاد مقدار قابل‌توجهی یخ در اطراف ستون شوراب بسیار پایین خواهد بود. اگر آب خیلی عمیق باشد، احتمالاً برینیکل قبل از رسیدن به کف دریا تحت وزن خود شکسته می‌شود. اگر رانه‌یخ متحرک باشد یا جریان بیش از حد قوی باشد، فشار باعث شکستن برنیکل می‌شود.
تحت شرایط مناسب، از جمله توپوگرافی مطلوب کف اقیانوس، ممکن است یک استخر شوراب (Brine pool) ایجاد شود. با این حال، برخلاف حوضچه‌های شوراب ایجاد شده توسط تراوش سرد، استخرهای شوراب برینیکل به‌احتمال زیاد بسیار گذرا هستند زیرا عرضه شوراب در نهایت متوقف می‌شود.
با رسیدن به کف دریا، با یخ‌زدن آب اطراف، به تجمع یخ ادامه خواهد داد. شوراب در امتداد بستر دریا در جهت پایین‌تر حرکت می‌کند تا زمانی که به پایین‌ترین نقطه ممکن برسد و در آنجا جمع شود. هر موجود دریایی که در کف دریا زندگی می‌کند، از جمله ستاره دریایی یا خارپشت دریایی، می‌تواند در این شبکه یخی در حال گسترش محصور شده و به‌دام افتاده و در نهایت یخ بزند تا بمیرد.

## تاریخچه تحقیق
برینیکل‌ها از دهه ۱۹۶۰ شناخته شده است. مدل عمومی پذیرفته‌شده شکل‌گیری آنها توسط اقیانوس‌شناس آمریکایی سیلای مارتین (Seelye Martin) در سال ۱۹۷۴ ارائه شد.
تشکیل برینیکل اولین‌بار در سال ۲۰۱۱ توسط تهیه‌کننده کاترین جفز (Kathryn Jeffs) و فیلمبرداران هیو میلر (Hugh Miller) و داگ اندرسون (Doug Anderson) برای سریال سیاره یخ‌زده بی‌بی‌سی فیلمبرداری شد.